# 绿篱莺
綠籬鶯（學名：Hippolais icterina）是舊世界鶯科的一種，屬於籬鶯屬（Hippolais）。該鳥類繁殖於歐洲大陸，除了西南部地區（由其西部對應種——歌蘺鶯取代）。綠籬鶯是候鳥，冬季遷徙至撒哈拉以南非洲過冬。

## 描述
綠籬鶯是一種相對較大的鶯類，具有大頭、寬基喙和長翅，尾巴較短且方形。上體呈灰綠色，下體為均勻的淺黃色。它具有淺色的眼先和模糊的黃色眉紋，眼圈淺色。其特徵還包括次級和三級羽毛的淺色邊緣形成的翅膀斑紋以及灰色（有時帶藍色）的腿。這些特徵使其在樹鶯屬鳥類中較為顯眼。

## 棲息地
綠籬鶯偏好林地而非密林，喜歡林地邊緣或林間空地，偏好樹冠高聳且下層植被茂盛的闊葉樹。它也可在混有闊葉樹的針葉樹林中發現。綠籬鶯會利用小樹林、果園、公園、花園、防風林以及高大的樹籬，這些地方提供了豐富的食物和隱蔽處。

## 聲音
綠籬鶯的鳴聲為快速的鼻音喋喋聲，並模仿其他鳥類的聲音。其叫聲被描述為“teck”或“tec, tec, tec”。這種模仿能力使其在繁殖季節特別引人注目，常常成為鳥類觀察者和研究者的焦點。

## 分布與遷徙
綠籬鶯是四種樹鶯屬鳥類中分布最北且最廣泛的一種，其繁殖範圍從法國北部和挪威延伸至北歐和東歐的大部分地區，南至巴爾幹山脈和克里米亞山脈，東至鄂畢河。它最近在蘇格蘭也有繁殖紀錄，但通常在英國和愛爾蘭是過境候鳥。2022年，綠籬鶯在阿拉斯加甘伯爾被記錄到，次年也在該州被發現。綠籬鶯是遷徙鳥類，整個種群在撒哈拉以南非洲過冬，主要在赤道以南。它從7月下旬開始南遷，8月初達到高峰，次年5月下旬返回繁殖地。

## 生物學
綠籬鶯主要以昆蟲為食，但在夏末也會吃水果。它在樹葉間尋找昆蟲，或在空中捕捉昆蟲。與體型較小但外觀相似的柳鶯屬鳥類相比，它顯得較笨拙。綠籬鶯性格比較孤僻，在繁殖地和越冬地都具有領地性。它在樹上或灌木叢中築巢，每窩產卵四至六枚。這些卵孵化後，小鳥在幾周內便會離巢，開始獨立生活。

## 語源學

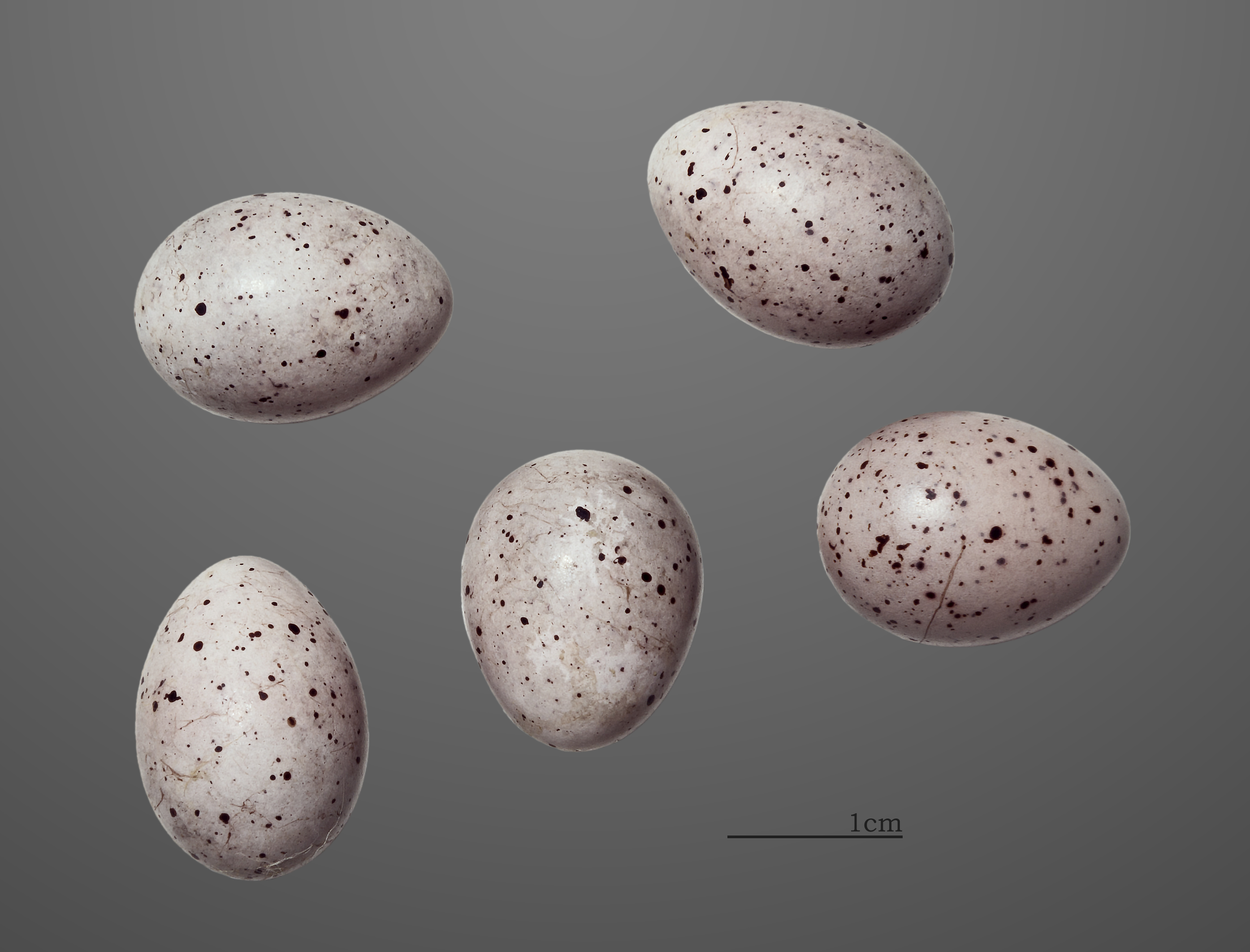
綠籬鶯的卵 （圖盧茲博物館）

屬名Hippolais來自古希臘語hupolais，是林奈拼錯的詞，指的是亞里士多德等人提到的一種小鳥，可能是擬聲詞或來自hupo（下）和laas（石）。種名icterina意為「黃疸黃」，源自希臘語。Icterus是指黃疸，也指一種黃綠色的鳥，據說看到這種鳥能治癒黃疸。鳥類學家常稱其為“icky”。

## 外部連結
- 綠籬鶯 （页面存档备份，存于） 來自 BirdGuides
- 綠籬鶯 - 南部非洲鳥類圖鑑中的物種介紹 （页面存档备份，存于）.